# Habsburg Ferdinánd asztúriai herceg
Habsburg Ferdinánd (ismert még mint Ausztriai Ferdinánd, spanyolul: Fernando de Austria; 1571. december 4. – 1578. október 18.), a Habsburg-ház, spanyol ágából származó spanyol infáns, aki Asztúria hercege 1571-es születésétől 1578-as korai haláláig. Ferdinánd volt II. Fülöp spanyol király és Habsburg Anna legidősebb gyermeke.
Ferdinánd infáns 1571. december 4-én született Madridban, a Habsburg-ház spanyol ágának tagjaként. Apja II. Fülöp spanyol király, aki V. Károly német-római császár és spanyol király (egyben anyai nagyanyai dédapja is) és Portugáliai Izabella infánsnő (egyben anyai nagyanyai dédanyjának) gyermeke volt. Apai nagyapai dédszülei Szép Fülöp és Őrült Johanna kasztíliai királynő, apai nagyanyai dédszülei I. Mánuel portugál király és Aragóniai Mária királyné voltak. Anyja a Habsburg-ház dunai ágából származó Anna osztrák főhercegnő, II. Miksa német-római császár (apai nagyapja unokaöccsének) és Habsburg Mária (apai nagynénjének) leánya volt. Anyai nagyapai dédszülei I. Ferdinánd német-római császár (apai nagyapja testvére) és Jagelló Anna, míg anyai nagyanyai dédszülei V. Károly német-római császár (aki egyben apai nagyapja) és Portugáliai Izabella (aki egyben apai nagyanyja).
Ferdinánd apja negyedik házasságából származott, mint szülei legidősebb gyermeke. Testvérei között van Diego Félix, Asztúria hercege, továbbá Károly Lajos infáns (még Ferdinánd életében elhunyt), valamint a későbbi III. Fülöp spanyol király és a szintén gyermekként elhunyt Mária infánsnő. Apjai korábbi kapcsolataiból származó testvérei Don Carlos asztúriai herceg, Izabella Klára Eugénia infánsnő, valamint Katalin Mihaéla, Savoya hercegnéje voltak.
Habsburg Ferdinánd korai halálával az asztúriai hercegi cím öccsére, Diego Félixre szállt, akinek idő előtti halálával a cím fiatalabb testvérükre, Fülöphöz került, aki végül apjukat követvén spanyol király is lett.